# Poartewente

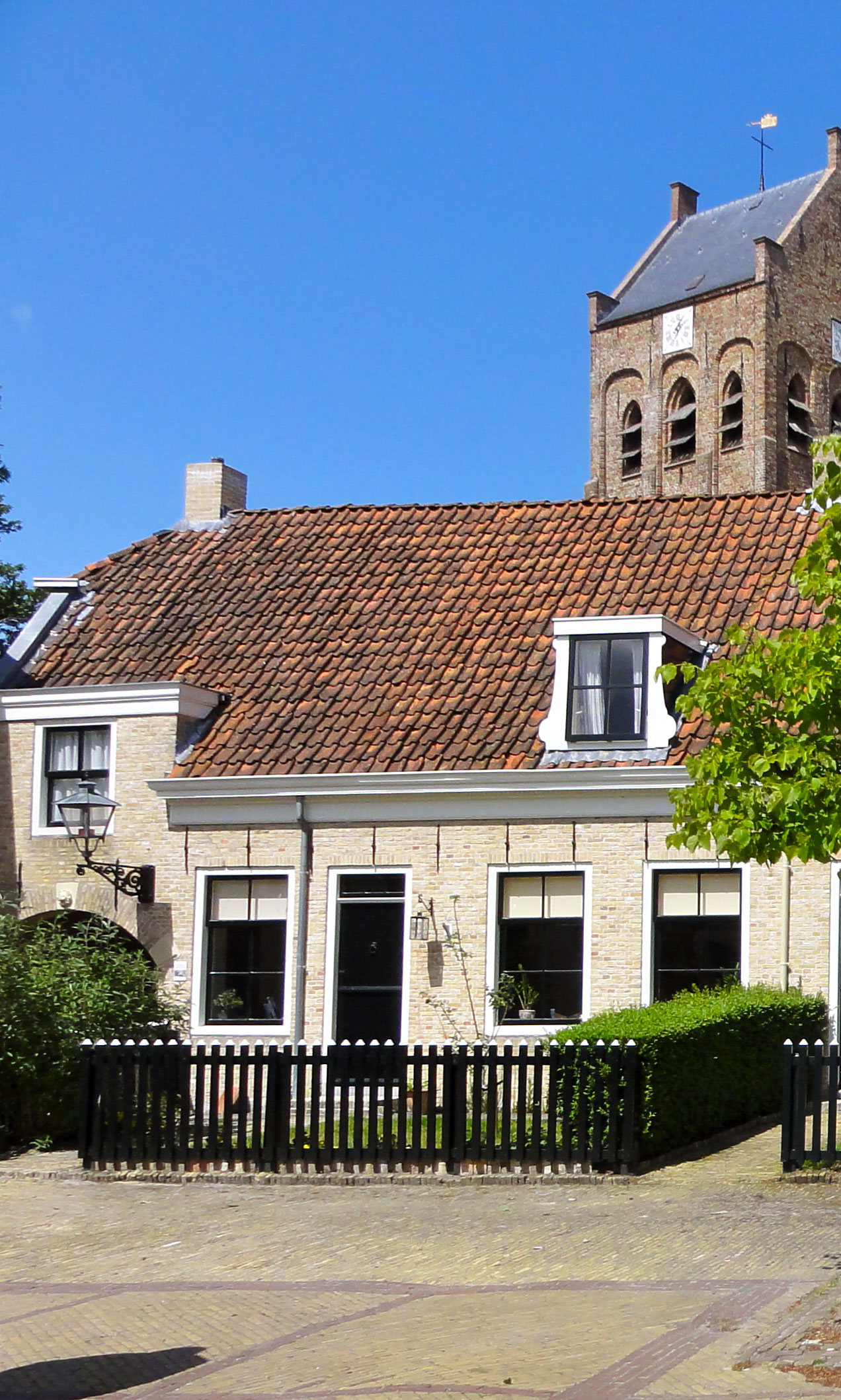
De Poartewente aan het Vrijhof 7 in Ferwerd

De Poartewente is een monumentaal pand aan het Vrijhof 7 in de Friese plaats Ferwerd en dateert vermoedelijk uit de 17e eeuw.

## Geschiedenis
De Poartewente dankt zijn naam aan de naastgelegen poort, die de verbinding vormt tussen het Vrijhof en de kerk met kerkhof, die achter het Vrijhof zijn gelegen. Omgekeerd ontleenden in het begin van de 19e eeuw de bewoners van het pand ook zelf hun naam aan de poort. Zo zou de koopman Leendert Jans Poorte als bewoner van het huis naast de poort zijn naam hieraan ontleend hebben. Het huis heeft vooral gediend als woning voor middenstanders, onder meer een kleermaker, een winkelier, een timmerman, een schoenmaker en een visboer. De woning vormt één geheel met de naastgelegen panden Vrijhof 8 en Vrijhof 9. De drie dwarse eenlaagspanden onder een zadeldak vormen gezamenlijk de noordwestelijke wand van het Vrijhof in Ferwerd, met de aan de westzijde een poort als toegang naar het kerkterrein.
Het pand werd in 1973 gerestaureerd en is erkend als rijksmonument.

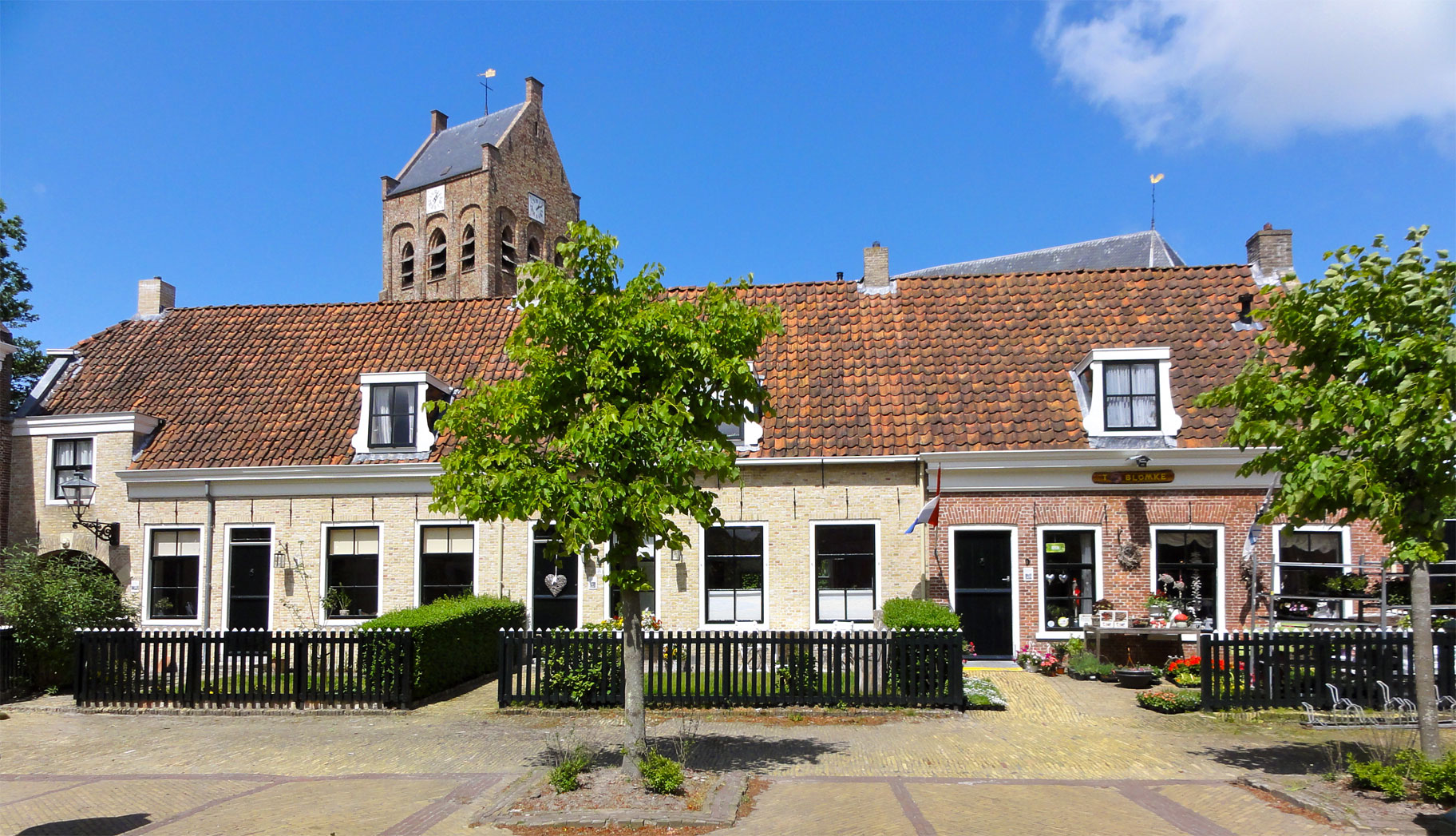
De noordwestelijke wand van het Vrijhof in Ferwerd gevormd door de panden Vrijhof 7, 8 en 9